# Rachel Renée Russell
Rachel Renée Russell är en amerikansk barnboksförfattare. Russells egenillustrerade bokserie Nikkis dagbok (i original: Dork Diaries), som utkommit med start 2001, har översatts till svenska av Ylva Stålmarck och Torun Lidfeldt Bager.